# جماهير مانشستر سيتي

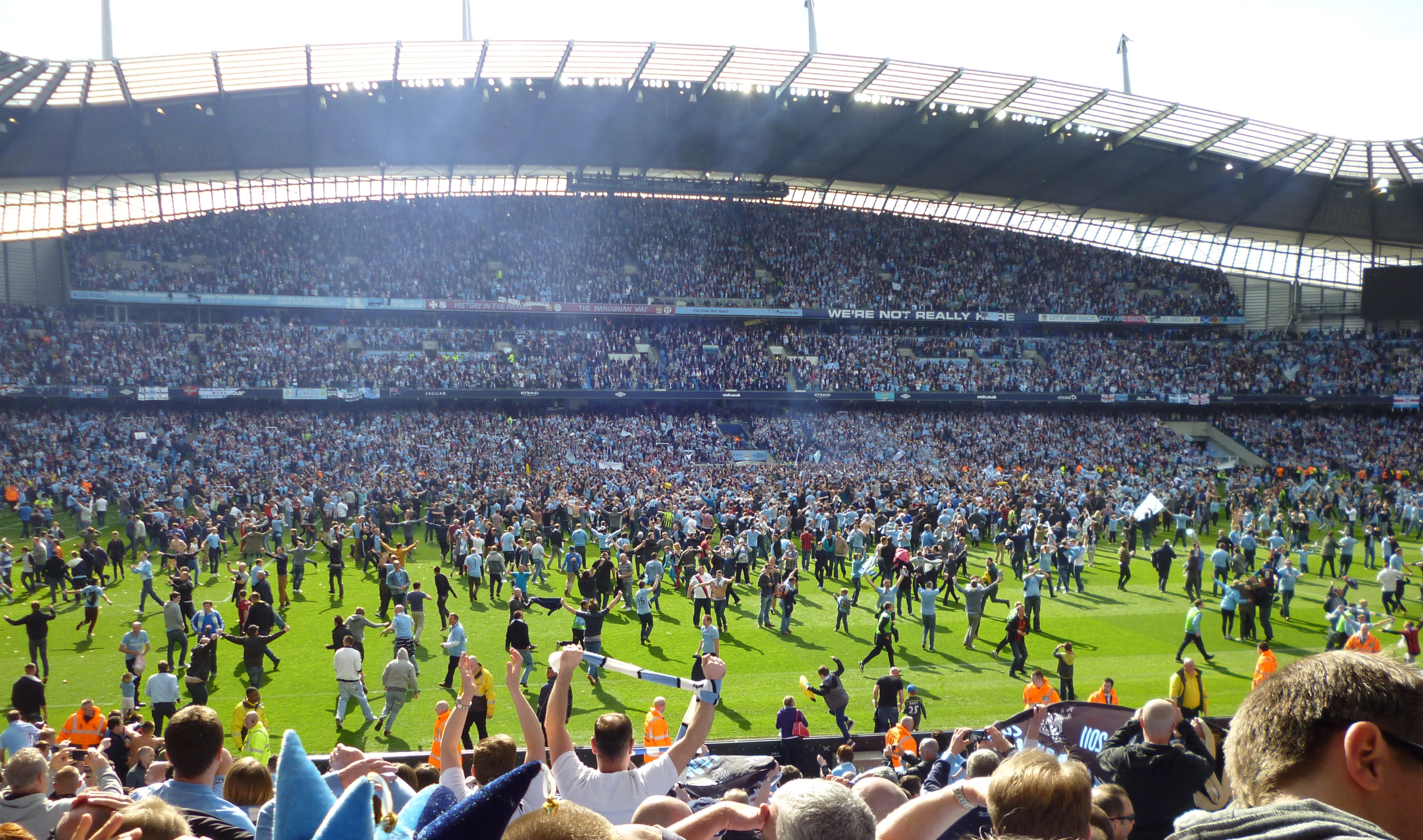
جماهير مانشستر سيتي تغزو الملعب بعد فوزهم بلقب الدوري الإنجليزي الممتاز 2011–12.

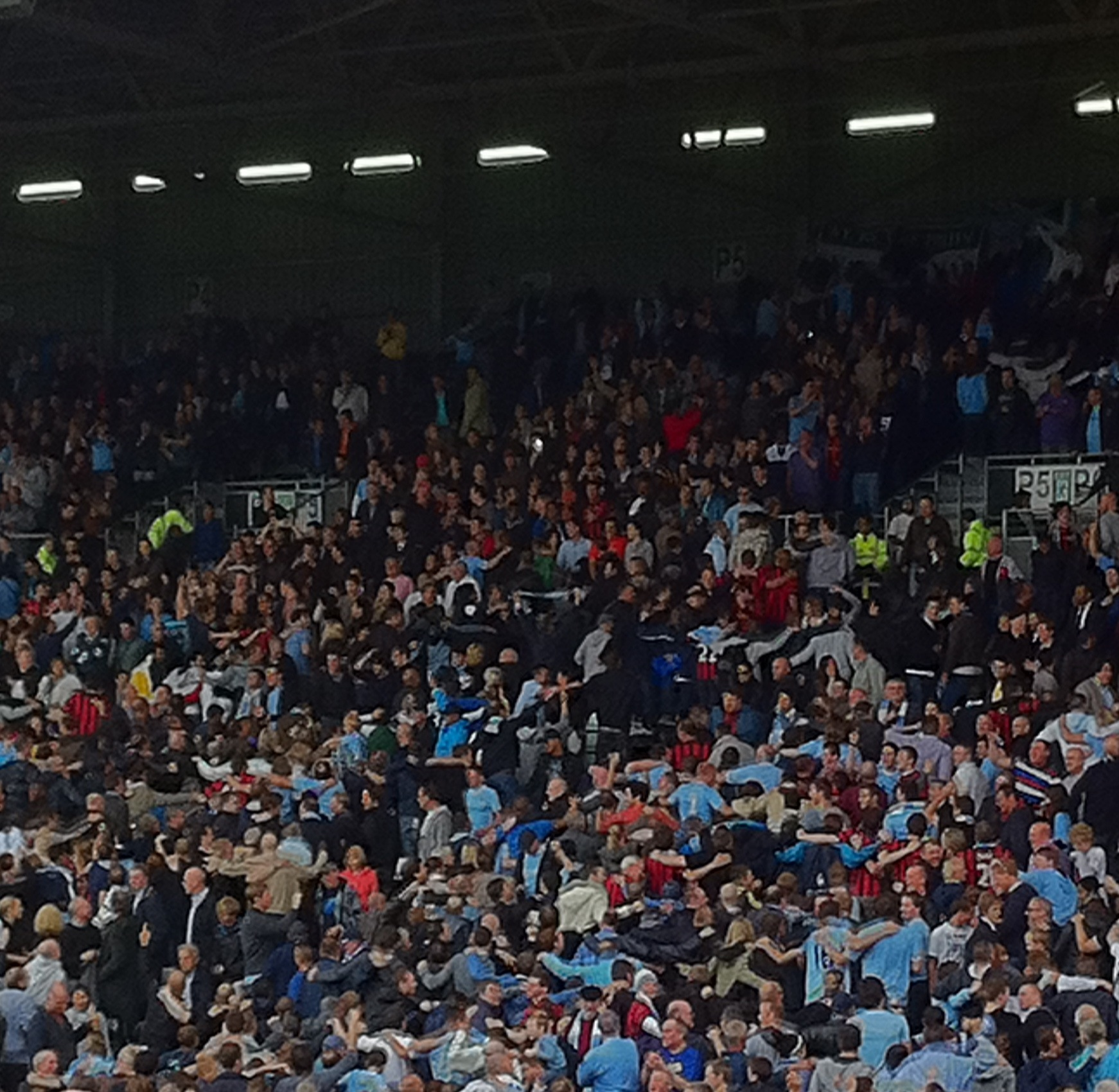
مشجعو مانشستر سيتي

جماهير نادي مانشستر سيتي هم جماهير تقوم بتشجيع فريقهم الإنجليزي مانشستر سيتي، يعتبر مانشستر سيتي لديه قاعدة جماهيرية كبيرة وهذا يتعلق بنجاح النادي على أرض الملعب. منذ انتقاله إلى استاد مدينة مانشستر، كانت جماهير النادي من أكبر ستة أندية جماهيرية في إنجلترا، وعادة تزيد الجماهير عن 40،000 على أرض الملعب. حتى في أواخر التسعينيات، عندما هبط النادي مرتين في ثلاثة مواسم وأصبح يلعب في الدرجة الثالثة لكرة القدم الإنجليزية، كان حضور جماهير السيتي يصل 30،000 في الملعب، مقارنة بمتوسط ل تقسيم أقل من 8،000. البحوث التي أجراها نادي مانشستر سيتي في تقديرات عام 2005 القاعدة الجماهيرية للنادي في المملكة المتحدة يتجاوز 886،000 وإجمالي الجماهير في كل أنحاء العالم يتجاوز 2 مليون، بعد شراء الشيخِ منصور الناديَ والجوائز في الآونة الأخيرة، قد زاد عدد الجماهير إلى أضعاف هذا الحجم.
أنصار مانشستر سيتي معترف بها رسميا منذ (1949)، التي تشكلت من اندماج اثنين من المنظمات القائمة في عام 2010. الأتصار الرسمية للنادي هي (OSC) وجمعية (CSA) وأنصار المئويه وكان أنصار النادي نشروا عدة مجلات للهواة؛ وهو ملك كيباكس هو الوحيد الذي لا يزال ينشرها. أغنية مشجعين السيتي هي "الاختيار هو تمثيل من" القمر الأزرق"، التي مربوط على الرغم من موضوعه السوداوي مع ميل كما لو كانت النشيد البطولي. أنصار السيتي تميل إلى الاعتقاد أن عدم القدرة على التنبؤ هي سمة النادي، والنتائج الغير متوقعة "السيتي النموذجي". الأحداث أن المشجعين يعتبرونه "السيتي النموذجي" تشمل السيتي كونه حامل لقب الدوري الوحيدالذي يهبط في الموسم التالي (في عام 1938)، الفريق الوحيد الذي يسجل ويتلقى أكثر من 100 هدفا في نفس الموسم (1957–58)، أو المثال في الآونة الأخيرة أن السيتي كان الفريق الوحيد الذي تغلب على تشيلسي في الدوري الإنجليزي الممتاز 2004–05، ولكن في نفس الموسم السيتي خرج من كأس الاتحاد الإنجليزي ضد أولدهام اتلتيك، فريق من الدرجة الثانية.
أكبر تنافس لمانشستر سيتي هو مع الجار اللدود مانشستر يونايتد، يسمى لقائهما ديربي مانشستر. قبل الحرب العالمية الثانية، عندما كان السفر إلى اللعبة نادراً، العديد من مشجعي كرة القدم مانكون شاهد بانتظام كلا الفريقين كما لو تظن أنهما «أنصار» نادي واحد. استمرت هذه الممارسة في بداية الستينيات ولكن السفر أصبح أسهل، وتكلفة الدخول إلى مباريات ارتفعت، أصبح مراقبة الفريقين للمباريات غير عادية، واشتد التنافس. الصورة النمطية الشائعة هي أن المشجعين مانشستر سيتي تأتي بطريقة صحيحة، في حين أن مشجعين اليونايتد تأتي من مكان آخر. وكشف تقرير الباحث في جامعة مانشستر متروبوليتان عام 2002 أن نسبة حاملي التذاكر من مناطق السيتي أكثر من اليونايتد وكانت نسبة السيتي (40% مقابل 29٪) لليونايتد، كأن هناك المزيد من شارين التذاكر لليونايتد، وانخفاض المئوية هي نتيجة لعداد اليونايتد الذي هو أعلى عموما من شاري تذاكر الموسم (27667 مقارنة بـ16,481 للسيتي)؛ لم يسلط للضوء أنه من مدينة مانشستر ذاته، كانت نسبة شارين التذاكر للسيتي (نحو 4 لكل 3 لليونايتد). وأشار التقرير إلى أنه منذ تجميع البيانات في عام 2001، أن عدد شارين التذاكر السيتي واليونايتد أرتفع؛ التوسع في ملعب اليونايتد وتغير ملعب السيتي سبب زيادة شراء التذاكر.
في أواخر الثمانينيات، بدأت جماهير السيتي بدأت تجن حيث أنها بدأت تجلب بالونات على شكل موز في المقام الأول. أحد التفسيرات المتنازع عليها للجنون هو أنه في المباراة ضد ويست بروميتش ألبيون هتافات من المشجعين تدعو إلى إدخال ايمري فارادي بديلًا تحولت إلى «ايمري الموز». المدرجات معبأة بأنصار يلوحون ببالونات أصبح يتكرر في موسم 1988–89 مع انتشار الهوس إلى أندية أخرى (شوهدت بالونات أسماك مع مشجعين غريمسبي تاون)، مع ظاهرة بلغت ذروتها في مباراة السيتي ضد ستوك سيتي يوم 26 ديسمبر 1988، أعلنت مجلات الهواة أن المباراة كان حفل تنكري. وفي أغسطس 2006، أصبح النادي أول من تعدُّه مجموعةُ حملة ستونوول (المملكة المتحدة) «نادٍ مستهتر أو مرح». في عام 2010، اعتمد أنصار الرقص مندفعأ، أطلق عليها اسم بوزنان، على اسم النادي البولندي ليخ بوزنان.